# Белоус (растение)
Белоу́с (лат. Nardus, букв. «нард») — монотипный род травянистых растений семейства Злаки, или Мятликовые (Poaceae). Образует монотипную трибу Белоусовые (Nardeae) в подсемействе Мятликовые (Pooideae). Включает единственный вид — Белоус торча́щий (Nardus strícta).

## Название
Название рода происходит от греч. nardos — названия ароматического растения, которое применяли при бальзамировании. Никакого отношения к современному роду Белоус это растение не имеет, но Карл Линней выделил название этого растения Nardus для обозначения рода. Подобная ситуация была довольно обычной для номенклатуры XVIII—XIX веков, когда многие названия древних авторов произвольно переходили на современные виды. Видовой эпитет лат. strícta означает «торчащий». Русское ботаническое название «Белоус» растение получило за белёсый цвет прошлогодних листьев.
Другие русские названия — свинуха, сивец, ус(т)ник, мычка, щетинница.

## Ботаническое описание
Плотнодерновинный многолетний злак. Стебель 15—30 см высотой.
Листья 5—15 см длиной и 0,5—1,5 см шириной, голые, щетиновидные, серо-зелёные. Дерновинки часто односторонне вытянутые, имеют всегда очень характерное строение: в нижней части их находятся многочисленные, вертикально стоящие, прижатые друг к другу основаниями побеги, образующие как бы «гребёнку», а затем, примерно на одном и том же уровне, — резко отгибающиеся во все стороны прямо торчащие листья. Язычок острый(?), вытянутый, около 3 мм длины.
Соцветие — настоящий колос 3—6 см длины и 7—10 мм ширины, плоский, односторонний, гребневидный, с длинными и узкими, шиловидно заострёнными одноцветковыми волосками.
Цветёт в июне, плодоносит в июле — августе.

## Распространение и экология
Распространён в Европе, Малой Азии и Северной Африке, а также во многих районах Северной Америки, куда возможно занесён.
В России встречается в европейской части почти повсюду, но наиболее распространён в северных и нечернозёмных областях. Отдельные местонахождения имеются в Сибири.
Очень типичный вид бедных кислых лугов и пустошей, особенно характерный для песчаных и торфяных почв; встречается при очень разной влажности — от довольно сухих местообитаний до переувлажнённых. Светолюбив. Может выступать в качестве доминанта луговых сообществ. Размножается и распространяется семенами.
Растение хорошо приспособлено к произрастанию на кислых почвах. Кислая реакция почвы благоприятно для его произрастания. Преобладание белоуса на лугах может служить показателем кислых почв. Отрицательно относится к заилению почв и к затоплению на более менее длительный срок. Не выносит значительного затенения. Благоприятно реагирует на уплотнение почв, что позволяет ему обильно разрастаться на пастбищах.

## Кормовая ценность
На пастбище с весны хорошо поедается овцами, лошадьми, крупным рогатым скотом. В молодом состоянии характеризуется как растение высокой кормовой ценности. Быстро грубеет и поедаемость резко падает, особенно в сухую погоду. С нижней стороны листьев расположены пучки лубяных волокон из-за которых огрубелый белоус будучи съеден скотом очень плохо им переваривается. Листья могут даже проходить через пищеварительный тракт животных в непереваренном состоянии. Во влажную погоду при недостатке хороших кормов может поедается лошадьми, не только весной, но и летом и осенью, когда он сильно огрубел. Старые жесткие побеги колют морды животных и мешают поеданию молодых побегов. Ослы и мулы поедают белоус в течение всего вегетационного периода.
Хорошо выносит умеренный выпас скота, в особенности овец. Отсутствие выпаса приводит к постепенному снижению обилия белоуса в травостоях. Есть данные, что на 5-й год после прекращение выпаса его обилие снизилось 87 до 64 %, в то время обилие полевицы возросло с 4 до 17 %. Выпас крупного рогатого скота и в особенности лошадей также неблагоприятно сказывают на наличие в его травостое.
При рациональном выпасе, особенно при применении загонной системы, белоус может давать отаву которую можно стравить вторично. В этом случае белоус может давать хороший корм до августа. Внесение удобрение повышают урожайность и увеличивают кормовую ценность травы.